# トラッキング現象
トラッキング現象（英語: tracking phenomenon）とは、追従、追跡、軌跡などを意味する語で、分野によって意味が異なる。

## 分野
- 電気工学分野では、主に電気コンセントや配電盤[1]などにおいて、ほこりなどが原因となり樹脂などの絶縁体が劣化する現象及び木材などで漏電し物質が炭化することである。

- 医療・健康分野では、健康状態が医療による治療行為が必要となる前の、医療による治療は必要では無いが比較的悪い状態が継続して起きている状態を指す[2]。特に、生活習慣病の高血圧、肥満、脂質異常症に用いられる事がある[2][3]。具体例を挙げると、小児期に肥満になると多くは成人期まで移行する、この事をトラッキング現象と呼ぶ[4]。

## 電気工学分野
コンセントとそれに接続しているプラグにおいては、その間に存在するわずかな隙間に空気中を浮遊していたほこりが堆積することなどによって微弱な電流が流れうるため、ジュール熱が発生するため樹脂が炭化し樹脂の吸湿性が上がる。ここに空気中の水分（湿気）が取り込まれると本来絶縁を保っていた樹脂の通電性がさらに上がった状態になる。ここで直接的な原因は発生したジュール熱であって、ほこりや湿度の高さは間接的な原因である。木材などにおいては同様の理由で炭化した物質中では電流が流れやすくなる。すなわちどちらの分野においても熱によって物質が炭化してしまうことを指す。
これがトラッキング現象であり、発生すると著しく漏電火災の発生可能性が高まる。またこの現象によって発生した火災のことを、特にトラッキング火災という場合がある。木材などにおいては物質が炭化することに注目し、グラファイト化現象もしくは金原現象と呼称する場合がある。同様にこれによって生じた火災のことをこの名が指す場合がある。

### 語源
上記の通り物体上に短絡路ができる現象であるが、この短絡路をトラック（英: track）と呼び、それが発生する現象であるためトラッキング現象という名称になったといわれる。

### 原因
大まかな原因は上記で述べたが、より詳細に検討すると複雑な要素が存在し、またこれらが複合的に重なり合って発生するため、一概にほこりや空気中の水分のみが原因とは言い切れない。具体的な要素としては木下 (2001)は以下の要素を挙げた。
- 材料の湿潤条件
- ほこりなどの材料表面に付着する物質の種類
- 材料と接する金属の種類
- そこに加わる電流や電圧
- 放電発生時のエネルギー
- 炭化した結果生成された物質

### 対策
トラッキング現象を発生させないためには、原因となるほこりなどを堆積させないために、電気製品においてはプラグ周辺を定期的に清掃することや、トラッキング現象対策製品を購入し使用することなどで対処可能である。

### 規格
トラッキング現象についての規格は国際電気標準会議が定めたIEC 60112、及びこれを基に作成された日本産業規格のJIS C 2134が存在する。